# Муж моей жены

«Муж моей жены» (иногда — «Стряпня на сливочном масле», фр. La Cuisine au beurre) — кинокомедия режиссёра Жиля Гранжье. Совместное производство Италии и Франции, где по успеху в прокате и кассовым сборам был признан лучшим фильмом 1963 года. Во время рекламной кампании фильм сопровождался таким текстом:
Вот рецепт, который удовлетворит зрителя, желающего посмеяться в кино. Смажьте сковороду ореховым маслом с нормандским привкусом. Бросьте щепотку прованских трав. Когда подрумянятся, возьмите Фернанделя и Бурвиля хорошего урожая и оставьте тушить вместе. Добавьте большой стакан солнца, много чеснока, несколько хорошеньких женщин, горсть хорошего настроения и музыкальных оттенков от Жана Мариона. Подавайте блюдо горячим, назвав его «Муж моей жены»

## Сюжет
Повар из Франции Фернан Жювэ (Фернандель) во время Второй мировой войны воевал и попал в германский плен. После победы союзников он остался в Тироле и мирно сожительствовал с Гердой, обеспеченной вдовой-немкой. Тринадцать лет спустя женщина получает телеграмму, где сообщается, что её муж не погиб на Восточном фронте, а был в советском плену в Сибири. Фернан вынужден вернуться на родину во Францию. Там он узнаёт, что его жена Кристиан давно вышла замуж, а принадлежащий ему кабачок превращён новым мужем Андре Коломбэ, тоже поваром, в респектабельный ресторан «Нормандская камбала». Изумив всех своим появлением, Фернан рассказывает страшную историю о своих многолетних злоключениях в Сибири, в плену у русских, путаясь при этом в географических и климатических реалиях. Кристиан любит Андре и не собирается ничего менять. Но, как объяснил юрист, положение каждого из персонажей весьма двусмысленно: женщина является «двоемужницей», Коломбэ — её сожитель, не имеющий никаких прав на ресторан, Фернан — герой войны, но погибший и также бесправный. Чтобы восстановить фактический статус все трое должны пройти длинную бюрократическую процедуру. Тем временем, оба мужчины проявляют настойчивые притязания на близость с Кристиан, но она отказывает обоим. Это делает Андре и Фернана товарищами, сначала они организовали совместную выпивку, потом играли в петанк на бульваре, а ещё через день опустошили кассу ресторана и отправились на морскую рыбалку. Кристиан присоединилась к ним. Вечером в прибрежном кафе Фернан пригласил бывшую жену танцевать. Андре воспринял это как её выбор, молча покинул кафе и отправился на родину в Нормандию. Спустя несколько дней за ним приехал Фернан и уговорил вернуться. Приезд мужчин совпал с прибытием Герды. Оказалось, что её бывший муж, вернувшись в Австрию, распродал принадлежащее ему имущество (тем самым оставив Герду без средств к существованию), после чего отправился к своей новой русской жене в Сибирь. Две пары: Фернан и Герда, Кристиан и Андре стали работать в общем ресторане, приобретшем ещё большую популярность.

## В ролях
- Фернандель — Фернан Жювэ, ресторатор, сторонник Марсельской, средиземноморской кухни
- Бурвиль — Андре Коломбэ, ресторатор, сторонник Нормандской, североатлантической кухни
- Клер Морье — Кристиан Коломбэ
- Эдмон Ардиссон — Карлотти
- Мишель Галабрю — Максимин
- Энн-Мари Карьер — Герда

## Художественные особенности и критика
По мнению обозревателя New York Times создатели картины в своём творчестве имели самые благие намерения, их старания были активны и вполне квалифицированны. Но результат оказался плачевен. Изначально остроумная идея переросла в какую-то неспешную, местами занятную, местами слишком шумную возню. Фернандель, играющий ленивого, забавного героя, в этой ситуации наиболее убедителен. Его подвижное лицо, смешные ужимки зачастую компенсируют отсутствие комического в происходящем. Сдержанному, застенчивому, чуть провинциальному Бурвилю также явно не хватает крепкого сценария.

## Дополнительная информация
Бурвиль с юношеских лет был поклонником творчества Фернанделя и с большой радостью согласился сняться с ним в одной картине. Во время съёмок кумир, чрезмерно высоко ценящий свою персону, сильно разочаровал своего поклонника. Однажды, недовольный сценарием, он на четыре недели прервал съёмки. Бурвиль принял решение никогда более не работать с Фернанделем.